# Accademia degli Scomposti
L'Accademia degli Scomposti fu un'accademia di origine fanese che nacque grazie a Gregorio Amiani nel 1641. Tale associazione sembrava velata da un'ombra di mistero ed era piena di simboli esoterici, a partire dallo stemma che dipinge un cannocchiale diviso in sette tubuli recante il motto Compositi ad Seposita, sotto la testa di un drago a due ali. Oggi il quadro che ritrae lo stemma si trova nella Biblioteca Federiciana di Fano.
Il motto era programmatico dell'attività che l'accademia avrebbe voluto raggiungere: "uniti per conoscere le cose lontane, i misteri". Tuttavia sembra che l'attività precipua fosse stata quella di scrivere e di dibattere, all'interno delle riunioni settimanali, su frivolezze letterarie.

## Storia
Un passo dello storico Giuseppe Malatesta Garuffi tratto da L'Italia Accademica recita:
La diversità del ruolo dei membri dell'accademia nella società del tempo ci fornisce la motivazione della denominazione dell'associazione. Vi facevano parte personaggi nobili di una certa cultura come medici, religiosi, uomini di lettere che acquistavano valore insieme, nella ricerca univoca delle "verità eterne".
Più avanti, nella stessa opera del Garuffi citata precedentemente, si scopre anche il significato dello stemma degli Scomposti:
L'accademia aveva una sua gerarchia interna. Essa era composta da un principe, a cui spettava la convocazione scritta dei membri alle riunioni, le quali erano fatte recapitare da un Bidello. Il principe era seguito nelle sue mansioni da due consiglieri-assistenti; vi erano poi un segretario, un censore e un questore.
La protettrice degli Scomposti era la Madonna di Loreto. Il 10 dicembre, festività della madonna lauretana, era un giorno in cui i membri dell'associazione tenevano una solenne tornata su temi obbligati quali i miracoli della madonna nera e la traslocazione angelica della casa. Spesso i temi trattati richiamavano i culti pagani della madre terra.

## La funzione del drago
Il drago può essere letto sotto diversi aspetti. Il drago è innanzitutto il protettore del cannocchiale smembrato, presente anche nello stemma araldico di una nobile casata fanese, quella degli Amiani. Pietro Maria Amiani fu il primo, nel 1739, a dare la sua casa come appoggio per le attività dell'accademia.
Il drago è anche il protettore del giardino delle ninfe Esperidi e quindi è anche il protettore delle cose nascoste.

## Chiave di lettura esoterica
Il numero sette dei tubuli di cannocchiale ha, insieme alle ali del drago, un significato di tipo esoterico-alchemico.
Questo numero sta a indicare i pianeti, le Sfere Celesti, i petali della Rosa, i rami dell'Albero Cosmico, le Gerarchie Angeliche e i Maestri necessari ad aprire i riti di iniziazione (come avveniva nella Massoneria).
Poi c'è anche il riferimento all'Apocalisse: sette le chiese, sette le corna del drago mostruoso, sette le coppe dell'ira, sette i sigilli. Vi è inoltre il riferimento alle sette braccia della Menorah ebraica, ai sette doni dello Spirito Santo, ai sette peccati capitali e alle sette virtù.